# Begraafplaats van Berchem (Antwerpen)
Begraafplaats Berchem is een Belgische begraafplaats, gelegen aan de Floraliënlaan 288 in Berchem (Antwerpen).

## Geschiedenis
De begraafplaats werd in gebruik genomen op 1 januari 1884 en vergroot in 1886, 1921 en 1933.
Het kerkhof is sinds 14 september 2009 opgenomen als onroerend erfgoed te Berchem in de Inventaris van het Bouwkundig Erfgoed van het Agentschap Onroerend Erfgoed.
Tussen de vele zerken bevindt zich het funeraire opus van verschillende steenhouwers, onder wie Clement Jonckheer, Alfons De Cuyper, Martin Michiels, Victor Patteet, Poels, Vets en Willems. Ook bronzen ornamenten, onder meer door Sylvain Norga, komen voor.

## Begraven
Sommige concessies hebben een monumentaal karakter met hoge funerair-erfgoedwaarde.
- Guilielmus Nottebohm (1787-1871), handelaar
- Ludovicus de Mérode (1792-1830) Belgisch patriot
- Jos Geefs (1808-1885), beeldhouwer
- Eduardus Nottebohm (1813-1886), handelaar
- Ludovicus Le Grelle-Dhanis (1817-1852), tuinbouwkundige
- Ferdinand Coosemans (1821-1895), eigenaar van een oliefabriek, burgemeester van Berchem van 1862 tot 1872, politicus[3]
- Frans Van Hombeeck sr. (1825-1879), brouwer en politicus
- Lodewijk Mathot (1830-1895), auteur
- Victor Jacobs (1838-1891), politicus
- Léandre Lantine (1846-1905), diamantair
- Jan Bouchery (1846-1911), pedagoog, letterkundige en journalist
- Jakob Stinessen (1847-1913), auteur
- Jules Bilmeyer (1850-1920), architect
- Gustave Geefs (1850-1934), beeldhouwer
- Frans Van Hombeeck jr. (1855-1907), brouwer en politicus
- Frans-Egidius Durlet (1856-1931), architect
- Hilda Ram (1858-1901), dichteres
- Frans Claes (1860-1933), oudheidkundige
- Jos Ratinckx (1860-1937), schilder
- Jos Bascourt (1863-1927), architect
- Frans Mortelmans (1865-1936), kunstschilder
- Paul Segers (1870-1946), politicus
- Jan Bruylants jr. (1871-1928), letterkundige
- John Michaux (1876-1956), schilder
- Karel van den Oever (1879-1926), dichter en auteur
- Marten Van der Loo (1880-1920), schilder en graveur
- Edward Bilmeyer (1883-1948), architect
- Eduard Mallentjer (1886-1928), schilder
- Fernand Geersens (1895-1959), radio-presentator tijdens WOII
- Albert Claessens (1900-1993), politicus
- Jeroom Verten (1909-1958), toneelauteur
- Ludo Coeck (1955-1985), voetballer
- Albert De Hert (1921-2013), voetballer, uitvinder broodje Martino

## Galerij

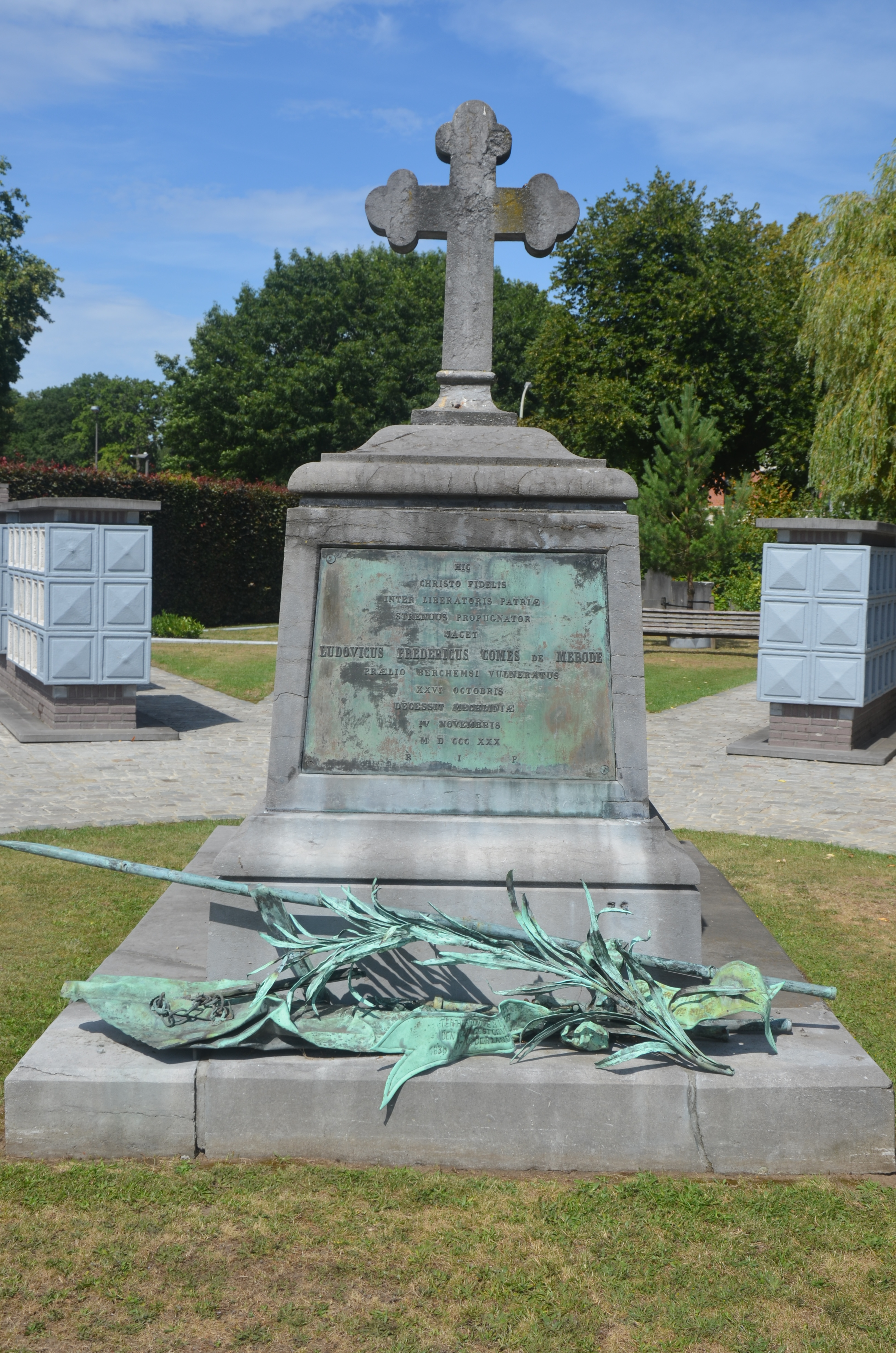
Graftombe Frédéric de Merode, Belgisch patriot, overleden aan de verwondingen opgelopen te Berchem-Antwerpen
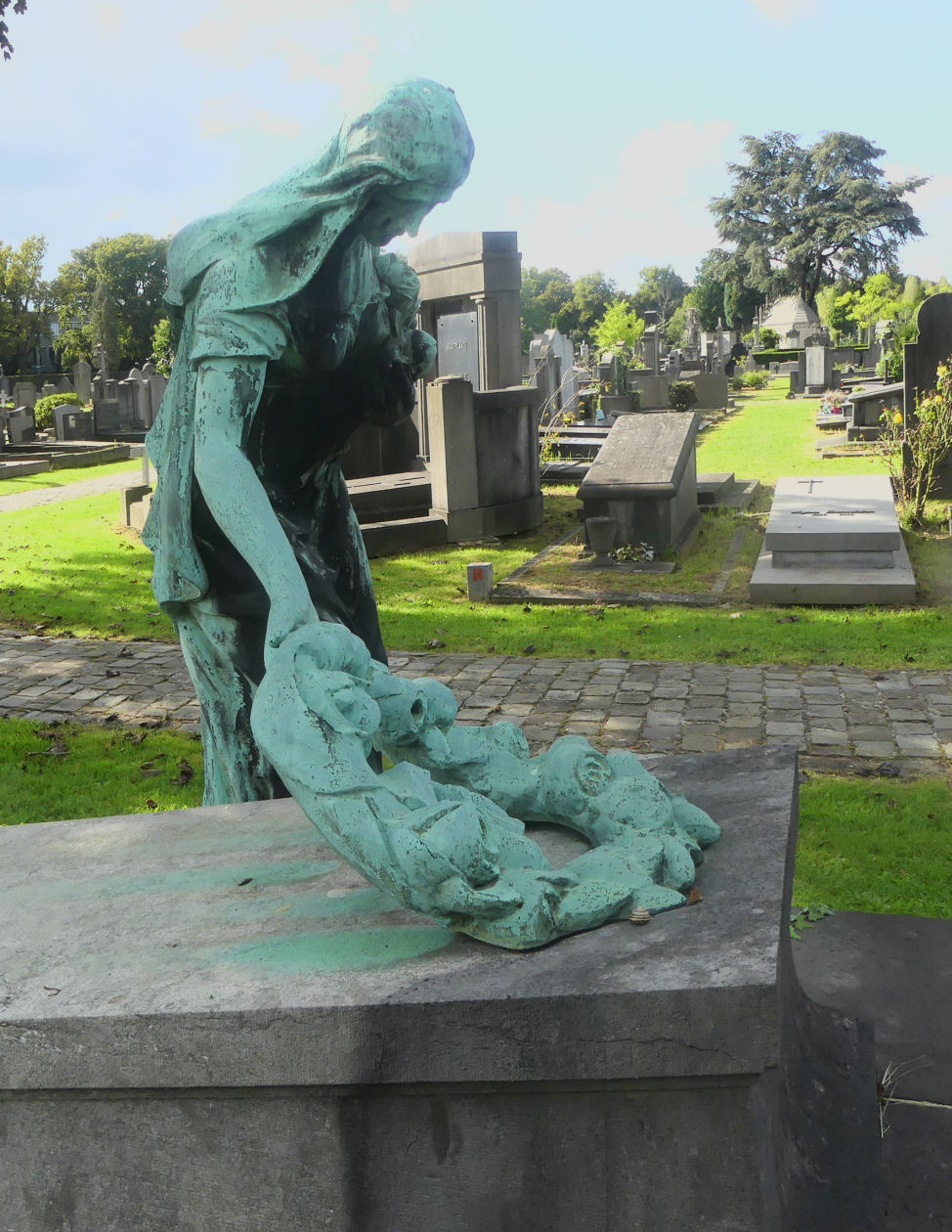
Treurende figuur in brons
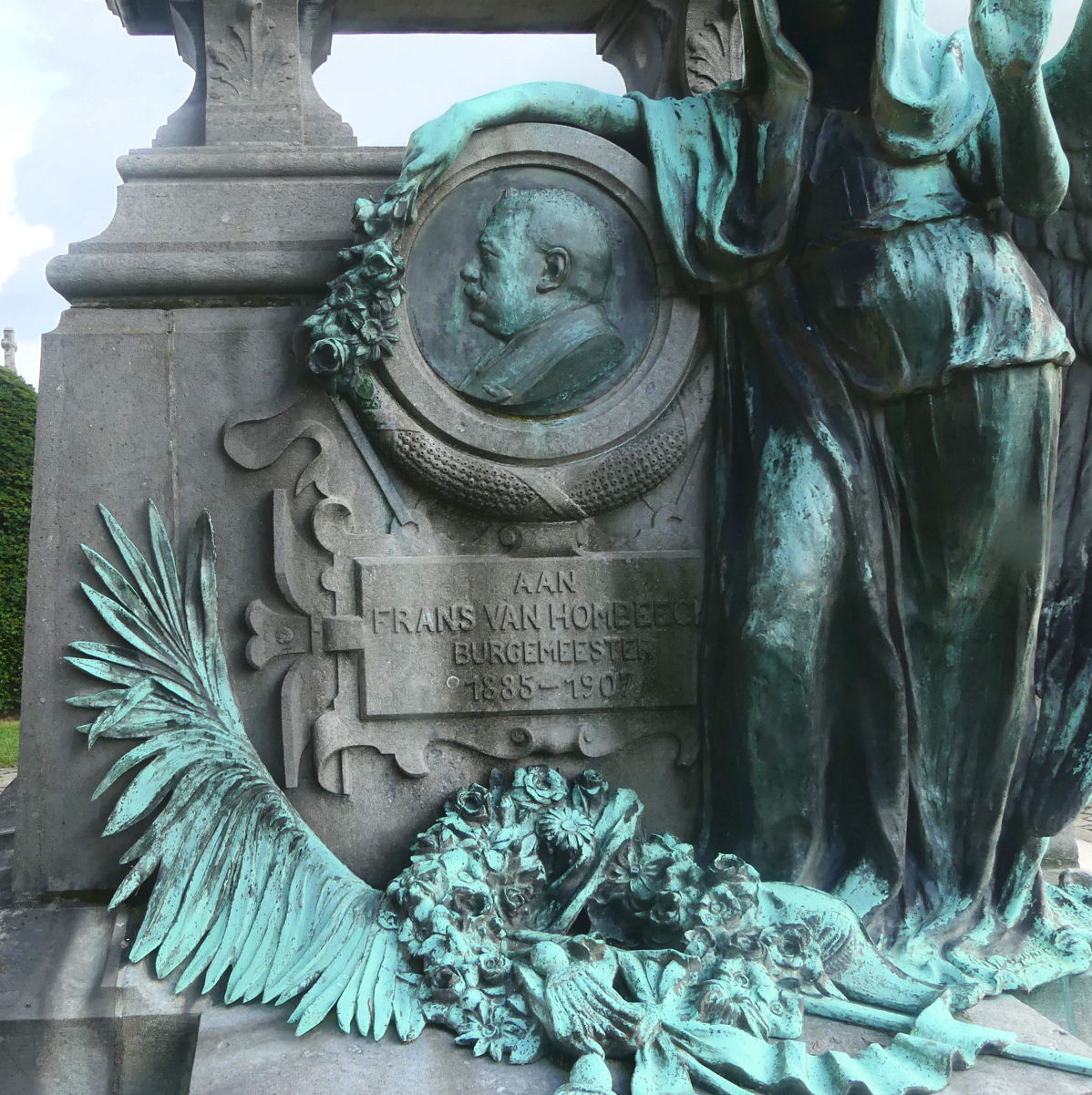
Praalgraf met bronzen portret van burgemeester Frans van Hombeeck
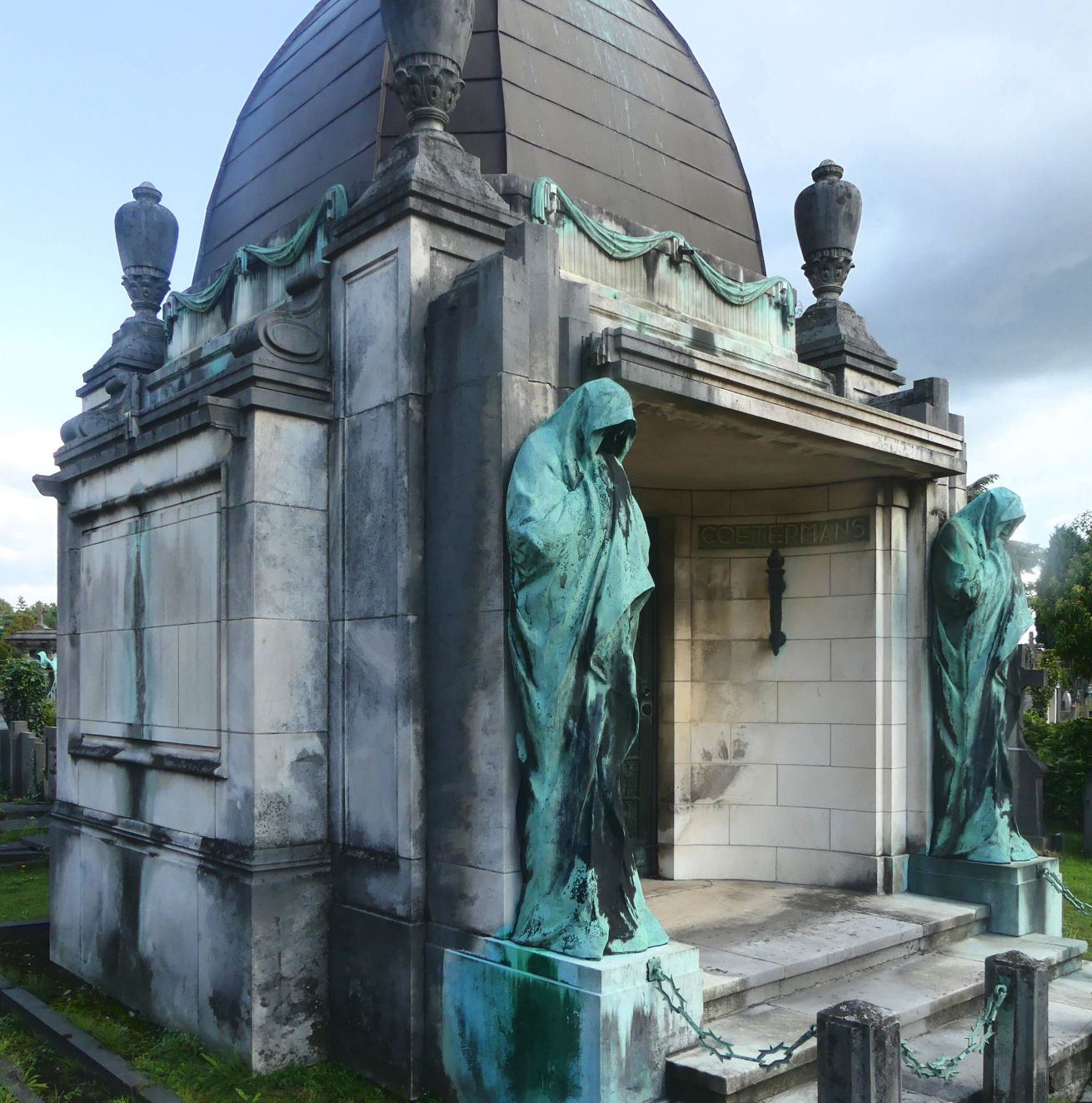
Praalgraf met pleuranten uit brons voor Louis Coetermans
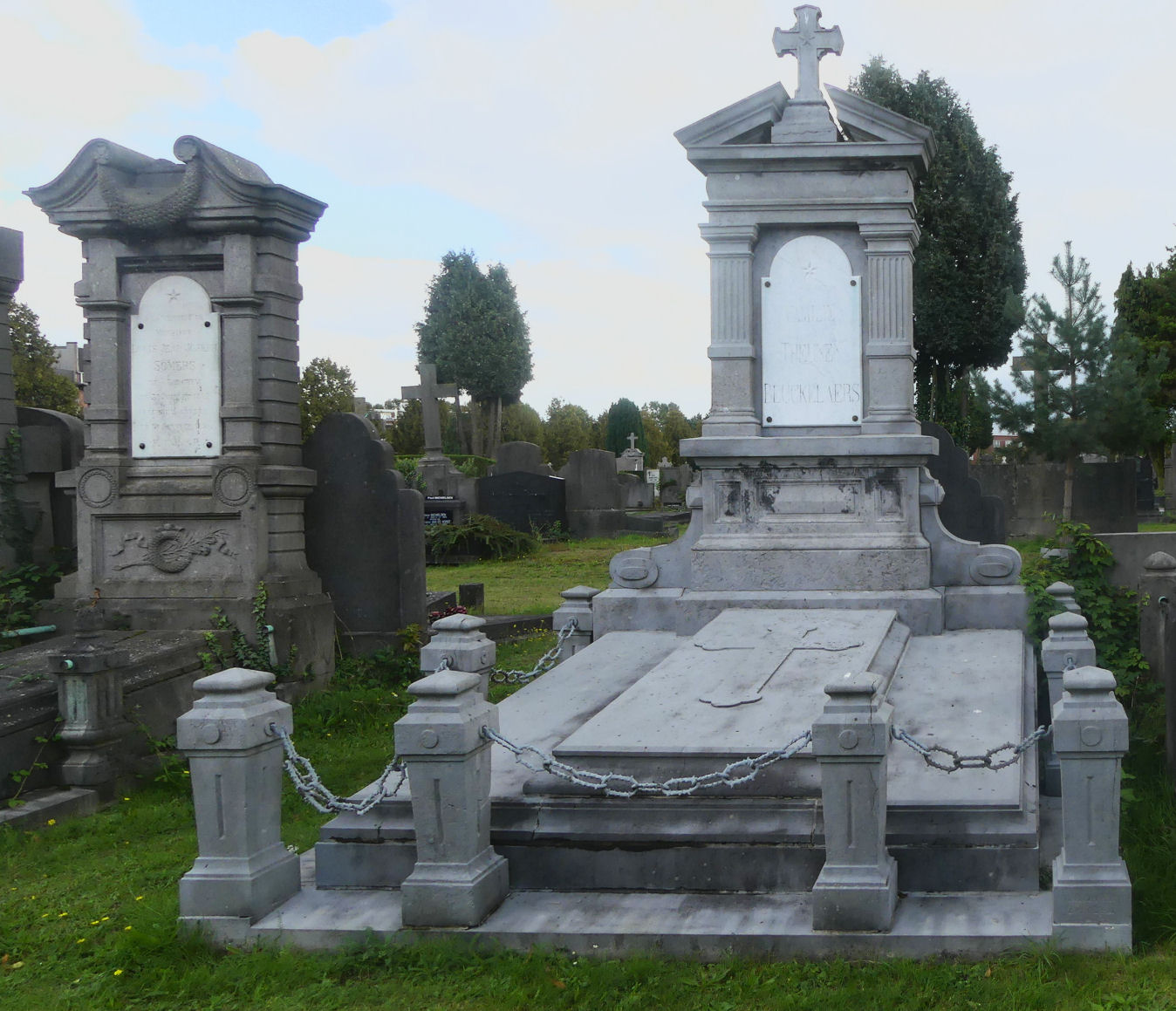
Praalgraf familie Beuckelaers, door steenhouwer Michiels
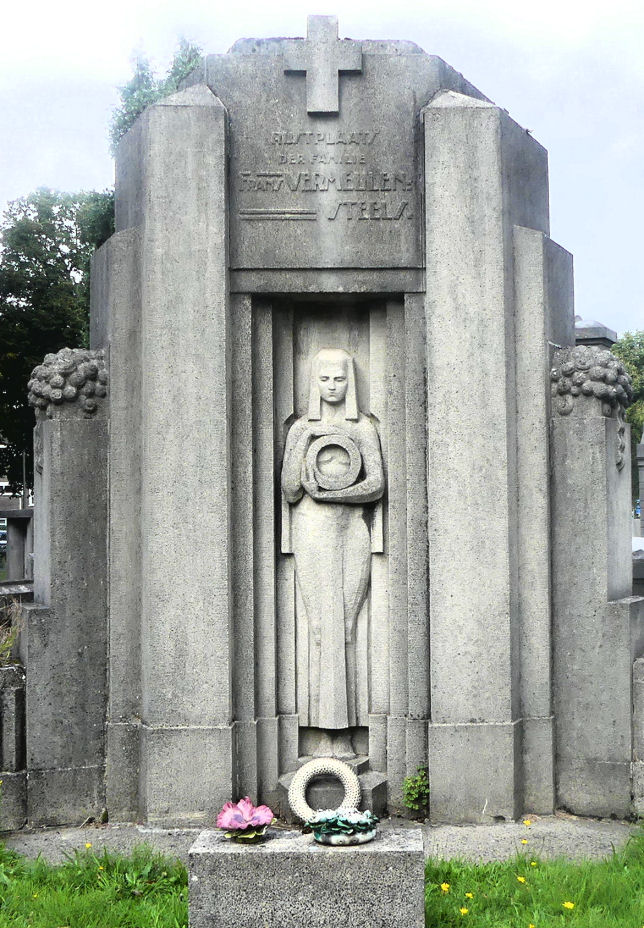
Praalgraf Vermeulen
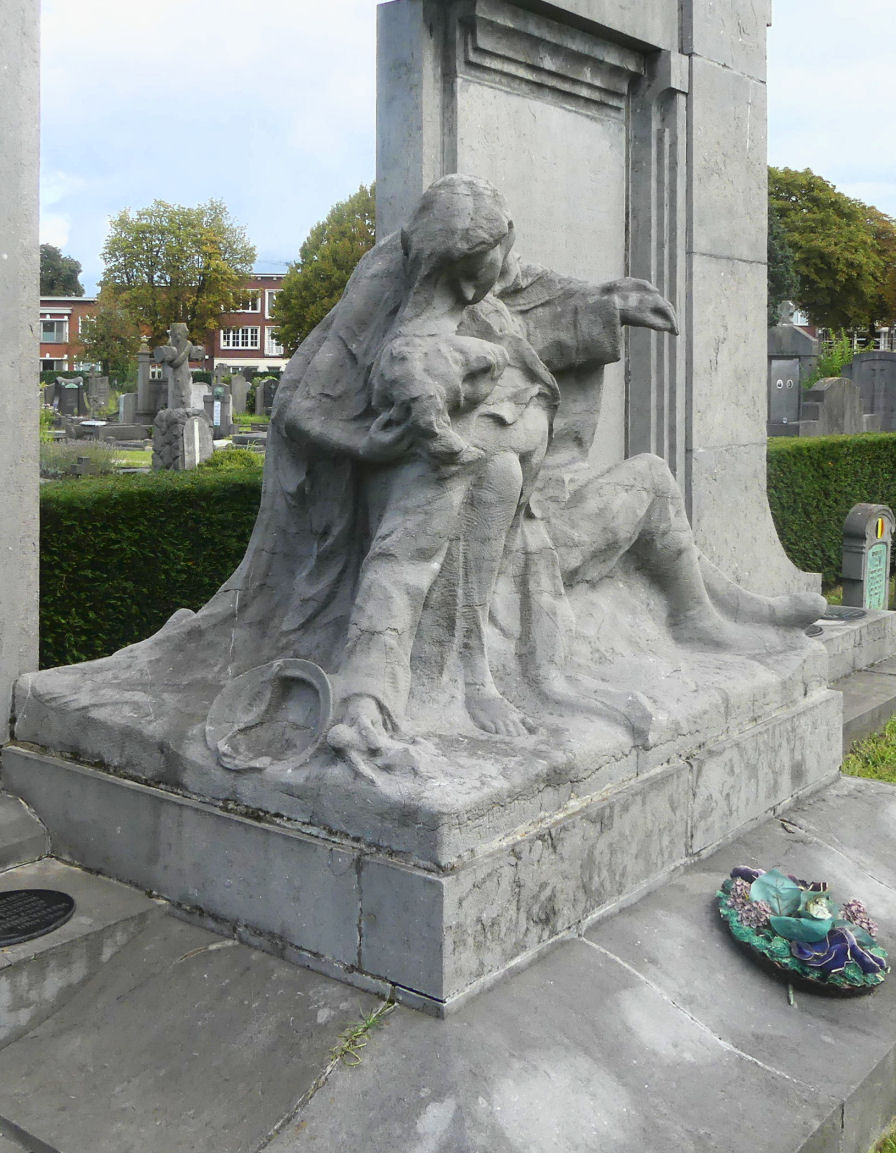
Oorlogsmonument door steenhouwer Alfons De Cuyper